# Jamie Arniel
James Gregory „Jamie“ Arniel (* 16. November 1989 in Kingston, Ontario) ist ein kanadischer Eishockeyspieler, der seit Juni 2023 bei den Cardiff Devils aus der Elite Ice Hockey League (EIHL) unter Vertrag steht und dort auf der Position des Centers spielt. Zuvor war Arniel unter anderem acht Spielzeiten in der österreichischen Erste Bank Eishockey Liga (EBEL) aktiv und spielte ebenso in der American Hockey League (AHL) und Deutschen Eishockey Liga (DEL). Sein Onkel Scott Arniel war ebenfalls professioneller Eishockeyspieler.

## Karriere

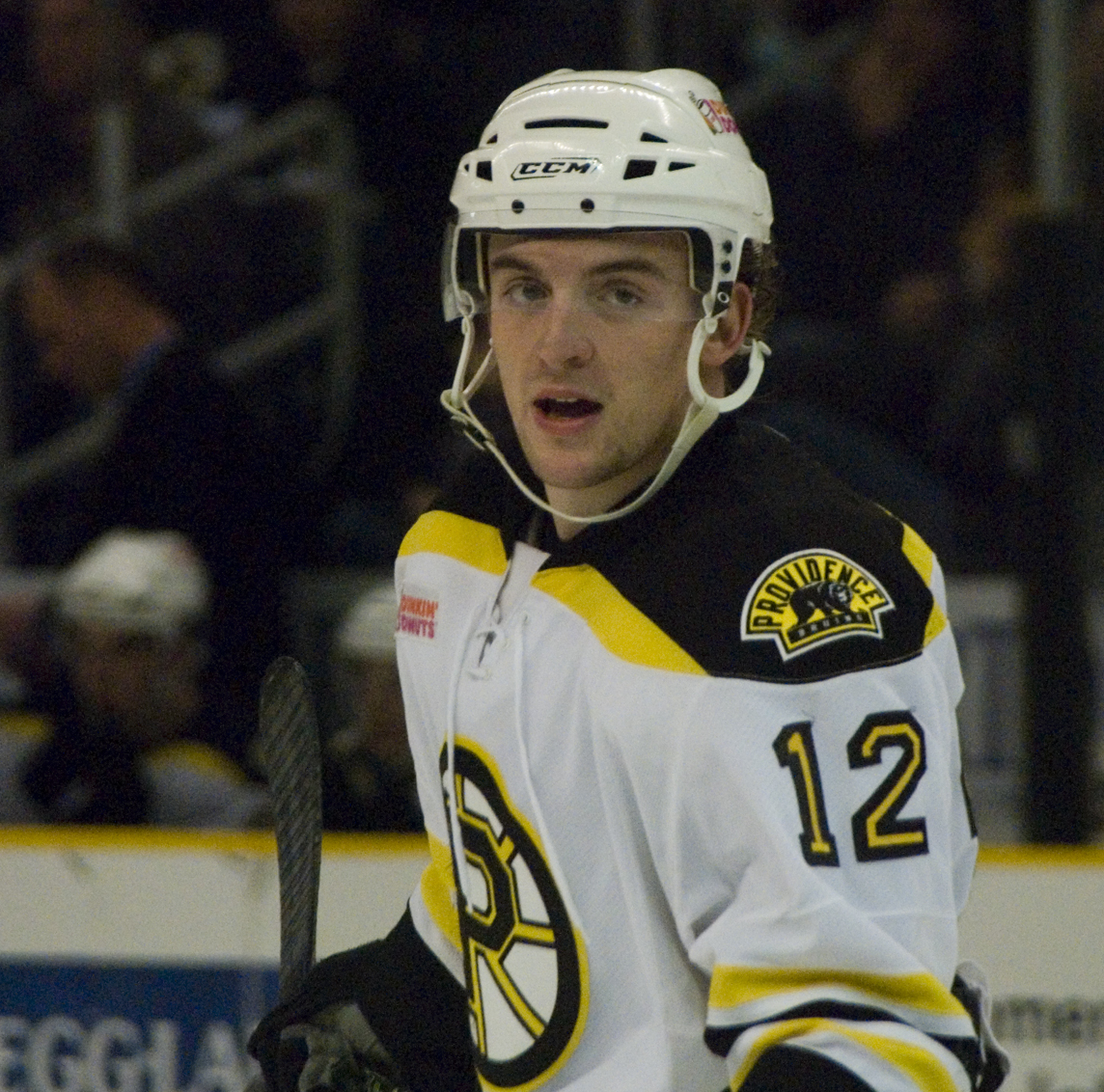
Arniel im Trikot der Providence Bruins (2011)

Arniel begann seine Karriere als Eishockeyspieler in seiner Heimatstadt bei den Kingston Voyageurs, für die er in der Saison 2004/05 in der Ontario Junior Hockey League (OJHL) aktiv war. Von 2005 bis 2009 spielte der Center in der kanadischen Juniorenliga Ontario Hockey League (OHL) für die Guelph Storm und Sarnia Sting. In diesem Zeitraum wurde er im NHL Entry Draft 2008 in der vierten Runde als insgesamt 97. Spieler von den Boston Bruins aus der National Hockey League (NHL) ausgewählt. Für deren Farmteam Providence Bruins aus der American Hockey League (AHL) gab er gegen Ende der Saison 2008/09 sein Debüt im professionellen Eishockey, als er in den AHL-Playoffs in acht Spielen ein Tor erzielte. In den folgenden drei Jahren war er Stammspieler bei den Providence Bruins in der AHL, während er nur zu einem einzigen Einsatz für die Boston Bruins in der NHL kam.
In der Saison 2012/13 spielte Arniel für die Eisbären Berlin in der Deutschen Eishockey Liga und wurde mit diesen am Saisonende Deutscher Meister. Nach einem Probevertrag bei Rauman Lukko in der finnischen Liiga, wo er ab Ende August engagiert war und im September 2013 nach drei Ligaeinsätzen wieder das Team verließ, folgte ein Wechsel nach Österreich. Beim Dornbirner EC in der Erste Bank Eishockey Liga (EBEL) unterschrieb er Ende November 2013 einen Vertrag.
Im Juni 2018 verließ Arniel die Bulldogs nach fünf Jahren und wechselte zum Ligakonkurrenten Vienna Capitals. Nach einer Verletzung wurde Arniel abgemeldet und wechselte im Februar 2019 zu den Augsburger Panthern in die DEL, wo er die Saison beendete. Anschließend unterschrieb Arniel im Sommer 2019 beim HC Bozen und erzielte für diesen 30 Scorerpunkte in 45 EBEL-Partien. Im September 2020 wechselte er zum EC Bad Nauheim in die DEL2. 
Ab Mai 2021 stand Arniel bei den Bratislava Capitals in der ICE Hockey League unter Vertrag, verließ diese aber im November desselben Jahres und wurde vom HK Poprad aus der slowakischen Extraliga verpflichtet. Für den HK Poprad sammelte er 44 Scorerpunkte in 34 Spielen, ehe er zur Saison 2022/23 in die DEL2 zurückkehrte und einen Vertrag bei den Kassel Huskies unterschrieb. Nach dem verpassten Aufstieg in die DEL verließ er den Klub nach nur einer Spielzeit und wechselte zum walisischen Hauptstadtverein Cardiff Devils aus der Elite Ice Hockey League (EIHL).

### International
Für Kanada nahm Arniel an der U18-Junioren-Weltmeisterschaft 2007 teil, bei der er mit der Mannschaft den vierten Platz belegte und damit außerhalb der Medaillenränge landete. In sechs Turnierspielen sammelte der Stürmer acht Scorerpunkte.

## Erfolge und Auszeichnungen
- 2008 Teilnahme am CHL Top Prospects Game
- 2009 AHL-Rookie des Monats November
- 2011 Teilnahme am AHL All-Star Classic
- 2013 Deutscher Meister mit den Eisbären Berlin

## Karrierestatistik
Stand: Ende der Saison 2022/23

### International
Vertrat Kanada bei:
- U18-Junioren-Weltmeisterschaft 2007

(Legende zur Spielerstatistik: Sp oder GP = absolvierte Spiele; T oder G = erzielte Tore; V oder A = erzielte Assists; Pkt oder Pts = erzielte Scorerpunkte; SM oder PIM = erhaltene Strafminuten; +/− = Plus/Minus-Bilanz; PP = erzielte Überzahltore; SH = erzielte Unterzahltore; GW = erzielte Siegtore; 1 Play-downs/Relegation; Kursiv: Statistik nicht vollständig)